# Mohegan Sun Arena

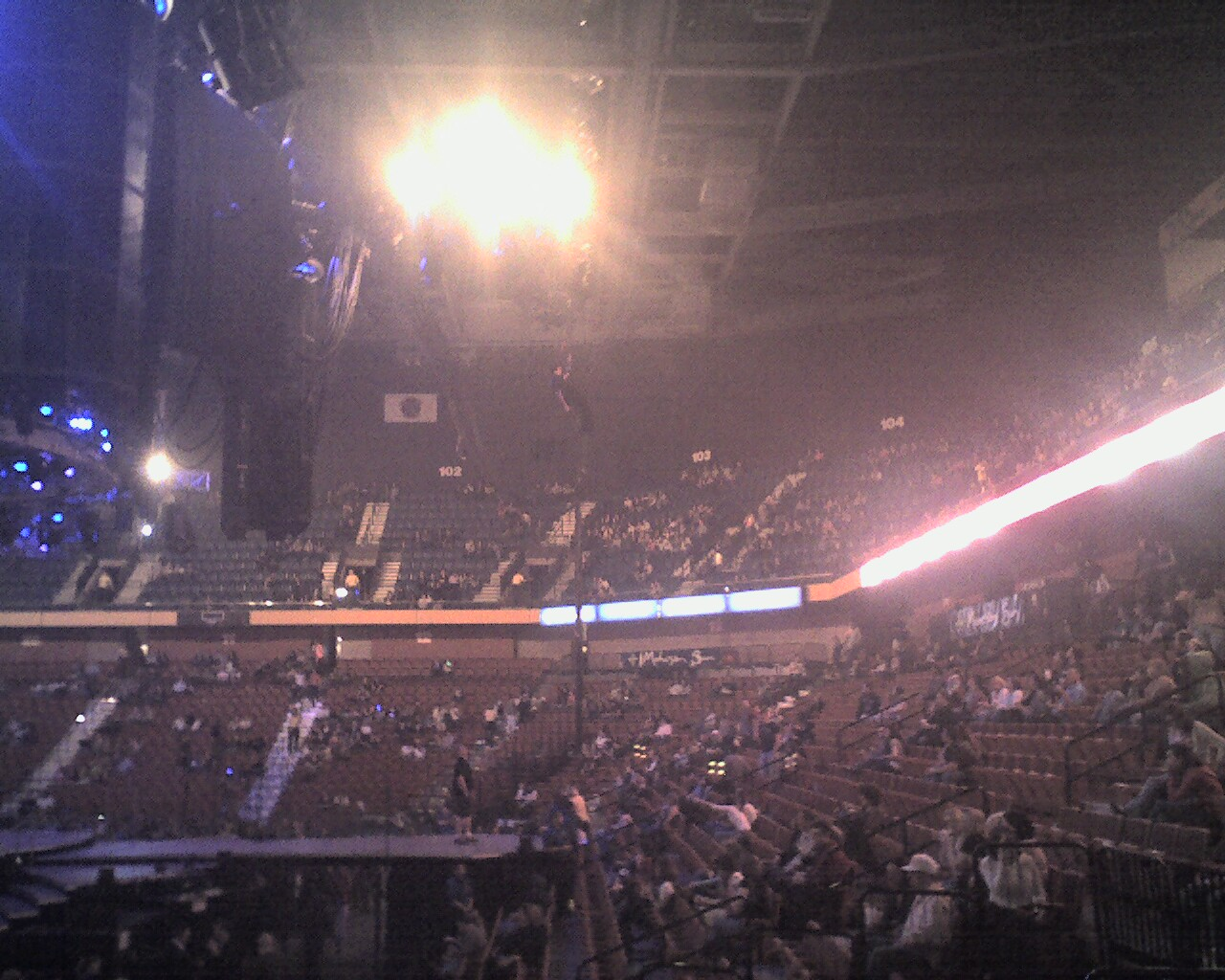
Mohegan Sun Arena

De Mohegan Sun Arena is een multifunctionele arena met 10.000 zitplaatsen in Uncasville, Connecticut, gelegen in het Mohegan Sun casino-resort. De arena werd in opdracht van de Moheganen gebouwd door de Perini Building Company en werd geopend in oktober 2001. Het stadion is de thuisbasis van de Connecticut Sun, een damesploeg actief in de Women's National Basketball Association en de New England Black Wolves, een indoor Lacrosse team actief in de National Lacrosse League. Het casino-resort, de arena en de vrouwenbasketploeg worden bestuurd door de Moheganen op wiens land de site is ontwikkeld.

## Geschiedenis
De multifunctionele faciliteit heeft een brede schaal aan evenementen georganiseerd; waaronder de American Kennel Club, WWE, concerten van grote klassieke, country-, jazz-, metal-, rap-, rock- en popacts, evenals sportevenementen zoals PBR- evenementen, Bellator, NCAA- spelen, PBA- toernooien, vroege UFC aanvallen en de Super Series-competitie.